# Giambattista Verci
Giovanni Battista Matteo Verci, anche noto come Giambattista Verci (Bassano del Grappa, 8 settembre 1739 – Rovigo, 20 ottobre 1795), è stato uno scrittore e storico italiano.

## Biografia
Ebbe una vita tribolata, poiché fu cacciato di casa e diseredato dalla famiglia. Nel 1755 vestì l'abito talare, per poi abbandonarlo. Fu incarcerato con l'accusa di appropriazione indebita al Monte di Pietà di Bassano. Dopo alcuni scritti leggeri, Verci iniziò a scrivere opere storiografiche di buon valore di cui la più imponente resta senza dubbio la Storia della Marca Trivigiana e Veronese stampata dagli Storti a Venezia in venti volumi tra il 1786 e il 1791.

## Opere
- Compendio istorico della città di Bassano (1770)
- Notizie intorno alla vita e alle opere degli scrittori di Bassano (1775)
- Notizie intorno alla vita e alle opere de' pittori, scultori e intagliatori di Bassano (1775)
- Storia degli Ezzelini (1779)
- Storia della Marca Trivigiana e Veronese (1786-91)
- Nuovo Dizionario storico, ovvero storia in compendio di tutti gli uomini illustri, tradotto sulla I edizione francese, corretto e arricchito di molti articoli (1796)